# La Crosse (Virginia)
La Crosse es una localidad del Condado de Mecklenburg, Virginia, Estados Unidos. Según el censo de 2000 tenía una población de 618 habitantes y una densidad de población de 205.7 hab/km².

## Demografía
Según el censo de 2000, había 618 personas, 263 hogares y 160 familias residiendo en la localidad. La densidad de población era de 205,7 hab./km². Había 314 viviendas con una densidad media de 104,5 viviendas/km². El 54,85% de los habitantes eran blancos, el 43,20% afroamericanos, el 0,32% amerindios, el 0,16% asiáticos, el 0,49% de otras razas y el 0,97% pertenecía a dos o más razas. El 2,91% de la población eran hispanos o latinos de cualquier raza.
Según el censo, de los 263 hogares en el 27,4% había menores de 18 años, el 35,7% pertenecía a parejas casadas, el 21,7% tenía a una mujer como cabeza de familia y el 38,8% no eran familias. El 34,2% de los hogares estaba compuesto por un único individuo y el 18,3% pertenecía a alguien mayor de 65 años viviendo solo. El tamaño promedio de los hogares era de 2,29 personas y el de las familias de 2,90.
La población estaba distribuida en un 22,3% de habitantes menores de 18 años, un 9,2% entre 18 y 24 años, un 27,0% de 25 a 44, un 23,5% de 45 a 64 y un 18,0% de 65 años o mayores. La media de edad era 40 años. Por cada 100 mujeres había 79,7 hombres. Por cada 100 mujeres de 18 años o más, había 80,5 hombres.
Los ingresos medios por hogar en la localidad eran de 24.643 dólares ($) y los ingresos medios por familia eran 31.771 $. Los hombres tenían unos ingresos medios de 23.611 $ frente a los 17.813 $ para las mujeres. La renta per cápita para la ciudad era de 13.532 $. El 16,0% de la población y el 9,8% de las familias estaban por debajo del umbral de pobreza. El 24,1% de los menores de 18 años y el 19,1% de los habitantes de 65 años o más vivían por debajo del umbral de pobreza.

## Geografía
Según la Oficina del Censo de los Estados Unidos, la localidad tiene un área total de 3,0 km², todos ellos correspondientes a tierra firme.